# Krzemionki
Krzemionki o anche Krzemionki Opatowskie ([kʂɛˈmʲjɔnkʲi ɔpaˈtɔfskʲɛ], "Miniera di silice di Opatów"), è un complesso di miniere di selce, del Neolitico e della prima età del bronzo per l'estrazione di selci fasciate del Giurassico superiore (oxfordiano), situato a circa otto chilometri a nord-est della città polacca di Ostrowiec Świętokrzyski. È uno dei più grandi complessi conosciuti di miniere di selce preistoriche in Europa insieme a Grimes Graves in Inghilterra e Spiennes in Belgio.
L'estrazione della selce a Krzemionki iniziò intorno al 3900 a.C. e durò fino al 1600 a.C. circa. Durante il Neolitico la miniera fu utilizzata dai membri della Cultura del bicchiere imbutiforme che diffusero l'area di estrazione della selce fino a 300 km. Anche la Cultura delle anfore globulari utilizzò le fosse, ancor più intensamente, allargando l'area di esplorazione a circa 500 km.
Il sito è un monumento storico polacco, designato il 16 ottobre 1994. Il suo elenco è gestito dall'Ente Nazionale per il Patrimonio della Polonia. Il 6 luglio 2019, la regione mineraria preistorica della selce striata di Krzemionki è stata iscritta come patrimonio dell'umanità dell'UNESCO.

## Storia dell'estrazione mineraria

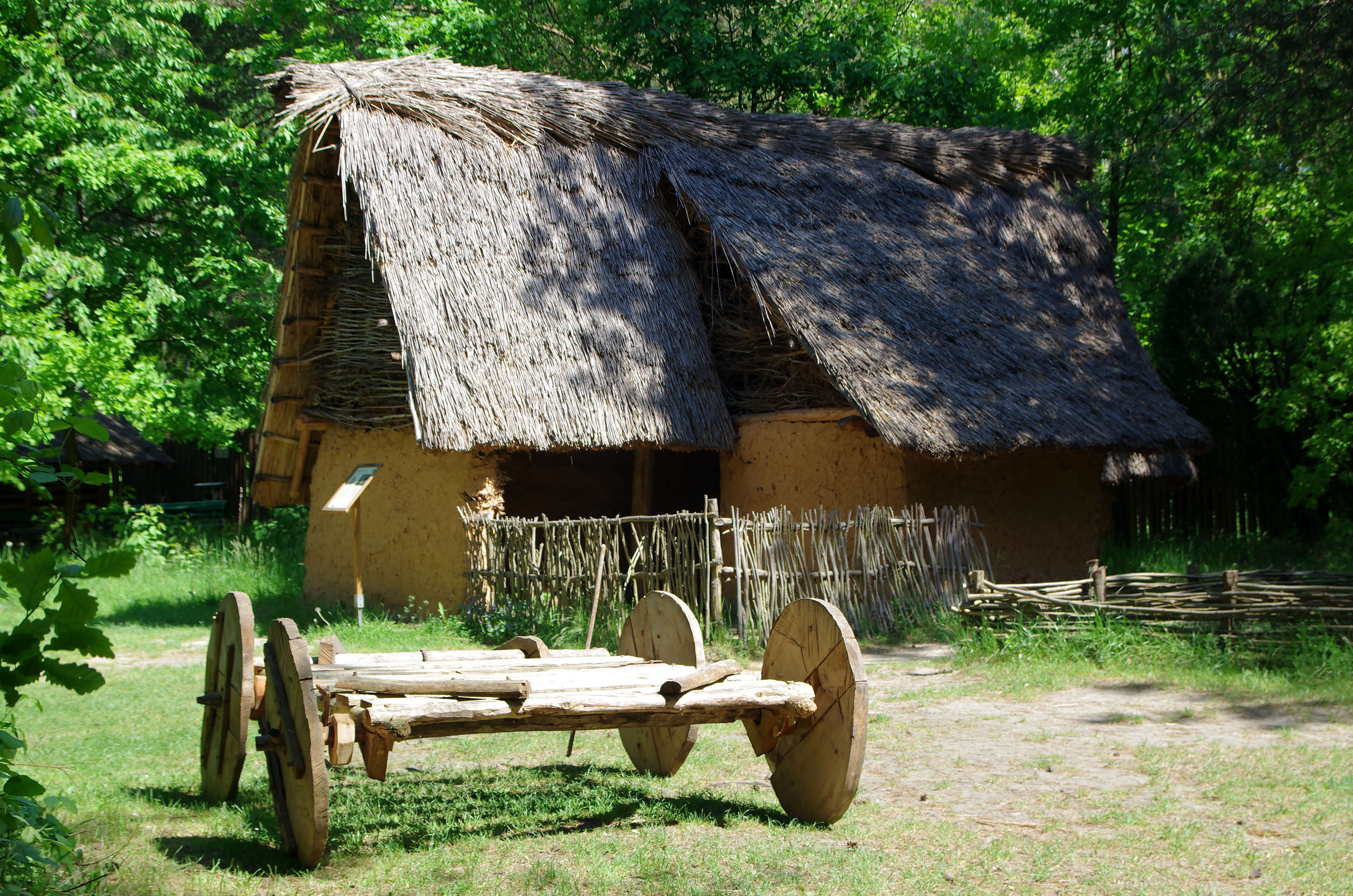
Un insediamento neolitico ricostruito sopra la miniera

L'area mineraria è lunga 4.5 km su una superficie di 78,5 ettari. Ci sono più di 4000 pozzi minerari conosciuti con profondità di 9 metri e che misurano da 4 a 12 metri di diametro. Alcuni dei pozzi sono collegati da brevi passaggi orizzontali ai fini dell'accesso o del drenaggio chiamati adits. Sono alti 55-120 cm e hanno una lunghezza complessiva di circa 4.5 km. Sulle pareti di alcuni di questi cunicoli sono incise rare immagini del neolitico.
La selce di Krzemionki fu sfruttata dal IV millennio fino alla metà del II millennio a.C. (3000-1600 a.C.) da persone delle Cultura della ceramica lineare, della Cultura delle anfore globulari e Mierzanowice che scavavano la selce principalmente con le asce. Le selci fasciate di Krzemionki venivano utilizzate principalmente per la fabbricazione di asce e scalpelli. Quantità abbondanti di questi strumenti sono state trovate fino al 660 km dalle miniere di Krzemionki. Il periodo principale dello sfruttamento delle miniere fu dal 2500 al 2000 a.C. L'estrazione di selce a Krzemionki iniziò a declinare a partire dal 1800-1600 a.C.
Nei secoli successivi, il distretto minerario di Krzemionki fu visitato solo sporadicamente. Il villaggio vicino alle miniere venne menzionato per la prima volta storicamente nel 1509 ed era di proprietà di un uomo di nome Jakub di Szydłowiec. Le numerose piccole cave di calcare della zona furono utilizzate per la produzione di calce durante la prima metà del XX secolo.

## Storia delle indagini scientifiche e del turismo
Le miniere furono scoperte nel 1922 dal geologo Jan Samsonowicz. Le indagini archeologiche, guidate dall'archeologo Stefan Krukowski, iniziarono nel 1923. Dopo la seconda guerra mondiale, il capo dell'équipe scientifica fu Tadeusz Żurowski che esplorò le miniere di Krzemionki, soprattutto nel 1958-1961. Nel 1967 le miniere  sono state designate riserva archeologica e, nel 1995, riserva naturale.
Piccoli gruppi di turisti hanno visitato le miniere di Krzemionki dalla fine degli anni 1950. Le miniere sono state aperte al turismo su larga scala l'11 giugno 1985 (cosiddetta Strada Turistica n. 1). Il 10 giugno 1990 è stato aperto un secondo percorso turistico sotterraneo e nel 1992 è stato inaugurato un museo archeologico all'aperto. Il percorso turistico sotterraneo è lungo 465 m e raggiunge la profondità massima di 11,5 metri.